# Love Songs (musikalbum med von Otter/Mehldau)
Love Songs från 2010 är ett dubbelalbum med Anne Sofie von Otter och den amerikanska jazzpianisten och kompositören Brad Mehldau.

## Låtlista

### Cd 1
1. It May Not Always Be So (Brad Mehldau/E. E. Cummings) – 5:44
2. We Met at the End of the Party (Brad Mehldau/Philip Larkin) – 4:02
3. Child, Child (Brad Mehldau/Sara Teasdale) – 2:19
4. Twilight (Brad Mehldau/Sara Teasdale) – 2:52
5. Because (Brad Mehldau/Sara Teasdale) – 4:39
6. Dreams (Brad Mehldau/Sara Teasdale) – 5:31
7. Did You Never Know? (Brad Mehldau/Sara Teasdale) – 5:41

### Cd 2
1. Avec le temps (Léo Ferré) – 4:14
2. Pierre (Barbara) – 4:03
3. Marcie (Joni Mitchell) – 3:58
4. Something Good (Richard Rodgers) – 3:22
5. Chanson de Maxence (Michel Legrand/Jacques Demy) – 5:15
6. Chanson de vieux amants (Jacques Brel/Gérard Jouannest) – 4:12
7. Sakta vi gå genom stan (Fred Ahlert/Beppe Wolgers) – 2:40
8. Att angöra en brygga (Lars Färnlöf/Hans Alfredson/Tage Danielsson) – 2:42
9. Dis, quand reviendras-tu? (Barbara) – 4:13
10. What Are You Doing the Rest of Your Life? (Michel Legrand/Alan Bergman/Marilyn Bergman) – 3:11
11. I'm Calling You (Bob Telson) – 4:08
12. Blackbird (John Lennon/Paul McCartney) – 2:27
13. Some Other Time (Leonard Bernstein/Adolph Green/Betty Comden) – 4:03

## Medverkande
- Anne Sofie von Otter – mezzosopran
- Brad Mehldau – piano

## Listplaceringar
| Lista (2011) | Topplacering |
| ------------ | ------------ |
| Sverige      | 34           |
| Belgien      | 95           |
| Frankrike    | 180          |